# Histoire de l'Église catholique en Catalogne

Majesté Batlló, crucifix en bois polychrome du XII

L'histoire de l'Église catholique en Catalogne va de l'Antiquité à nos jours. Son empreinte sur la société des pays catalans est donc présente dans tous ses aspects, non seulement religieux, mais également dans la toponymie (par exemple Sant Boi de Llobregat ou Sant Fruitós de Bages), les coutumes, fêtes et célébrations (le Patum de Berga, le Corpus de Sitges, L'ou com balla), les dictons populaires, etc.

## Histoire
L'existence d'une Église organisée est mentionnée dès l'an 259 et la plupart des évêchés encore présents aujourd'hui dans cette région existent depuis le IVe siècle. L'invasion musulmane à partir de 711 freine brièvement l'expansion du christianisme, avant que la reconquête carolingienne ne relance le mouvement. Les évêchés catalans, au fur et à mesure de la reconquête passent alors sous la tutelle de l'archidiocèse de Narbonne. Autour de l'an 1000 émerge l'un des premiers grands personnages de l'histoire de l'Église catalane en la personne de l'abbé Oliva. Restaurateur ou fondateur de nombreux monastères, il est aussi un des initiateurs du mouvement de la trêve de Dieu, réponse de l'Église face à la violence sans fin de la noblesse féodale envers le peuple, et considéré comme à l'origine des Cortes catalans.
Autour de l'an 1100, le pape approuve par une bulle la croisade contre les musulmans présents en Catalogne, rendant de fait possible l'installation dans la Principauté de Catalogne des ordres militaires de chevaliers Hospitaliers et Templiers. Une deuxième bulle lance une nouvelle croisade contre les Almoravides, permettant la reconquête de Tortosa et Lleida. En 1200, la noblesse occitane se déclare vassale de Pierre Ier d'Aragon, obligeant de fait celui-ci à faire face à la croisade lancée par le Pape contre l'hérésie albigeoise. La défaite de la bataille de Muret en 1213 met fin aux rêves d'expansion des Catalans en terre occitane. La période trouble des Papes d'Avignon est tantôt favorable, tantôt défavorable à la couronne d'Aragon, principalement à cause de l'ingérence répétée de la papauté dans les affaires politiques et habituellement plus favorables aux intérêts français. Après le Grand Schisme d'Occident, la couronne catalano-aragonaise, après une période d'hésitation, finit par prendre parti pour les Papes d'Avignon. En 1455, le valencien Alfons de Borja est élu pape sous le nom de Calixte III. Nommant une grande partie de sa famille à des postes importants au sein de l'Église, il génère alors à Rome une animosité de fait envers les Catalans.
Avec l'ascension des rois catholiques et l'unification par le mariage des royaumes hispaniques et à cause des origines en partie castillanes de Ferdinand II d'Aragon, se met en place une hégémonie castillane sur les différentes charges ecclésiastiques catalanes, aussi bien concernant les évêques, que dans les monastères ou dans l'inquisition. Cette situation s'aggrave sous Charles Quint. Cinquante ans plus tard, Gaspar de Guzmán, comte d'Olivares, ministre de Philippe IV, voit dans l'Église un instrument idéal pour obtenir dans tout le royaume une hégémonie linguistique par le castillan et réduire les résistances locales.
Avec l'ascension au trône de Philippe V et la déroute de la guerre de succession ainsi que les décrets de Nueva Planta, la langue castillane finit de s'imposer. Les universités sont fermées, tandis que s'inaugure pour les remplacer celle de Cervera, d'où émergera plus tard, malgré un contexte difficile, la personnalité de Jacques Balmes. Avec la Révolution française, de nombreux ecclésiastiques français se réfugient en Catalogne. Lors de l'invasion des armées napoléoniennes, de nombreux membres du clergé prennent les armes et combattent au côté de la résistance face à l'envahisseur.